# Segellia nitidula
Segellia nitidula är en insektsart som beskrevs av Karsch 1891. Segellia nitidula ingår i släktet Segellia och familjen gräshoppor. Inga underarter finns listade i Catalogue of Life.